# Carla Stampacchia
Carla Stampacchia (Roma, 3 febbraio 1930 – 25 ottobre 2014) è stata una politica italiana.
In occasione delle elezioni politiche del 1994 fu eletta alla Camera, nelle file del Partito Democratico della Sinistra. Alle successive politiche del 1996 fu candidata dall'Ulivo nel collegio di Cologno Monzese, ma fu sconfitta dal candidato del Polo per le Libertà Gian Paolo Landi.